# Nostický palác
Nostický nebo též Nosticův palác je rozsáhlý barokní palác čp. 471/III, nacházející se na Maltézském náměstí v Praze na Malé Straně. Společně s Nosticovou zahradou je chráněn jako kulturní památka. Je tvořen blokem mezi Maltézským náměstím a dalšími ulicemi, jeho adresy jsou Nosticova 471/9, Maltézské náměstí 471/1, Nebovidská 471/8, Pelclova 471/2. V zahradě se nachází ještě bývalá jízdárna s adresou Nosticova 468/4.
V paláci sídlí Ministerstvo kultury České republiky.

## Historie

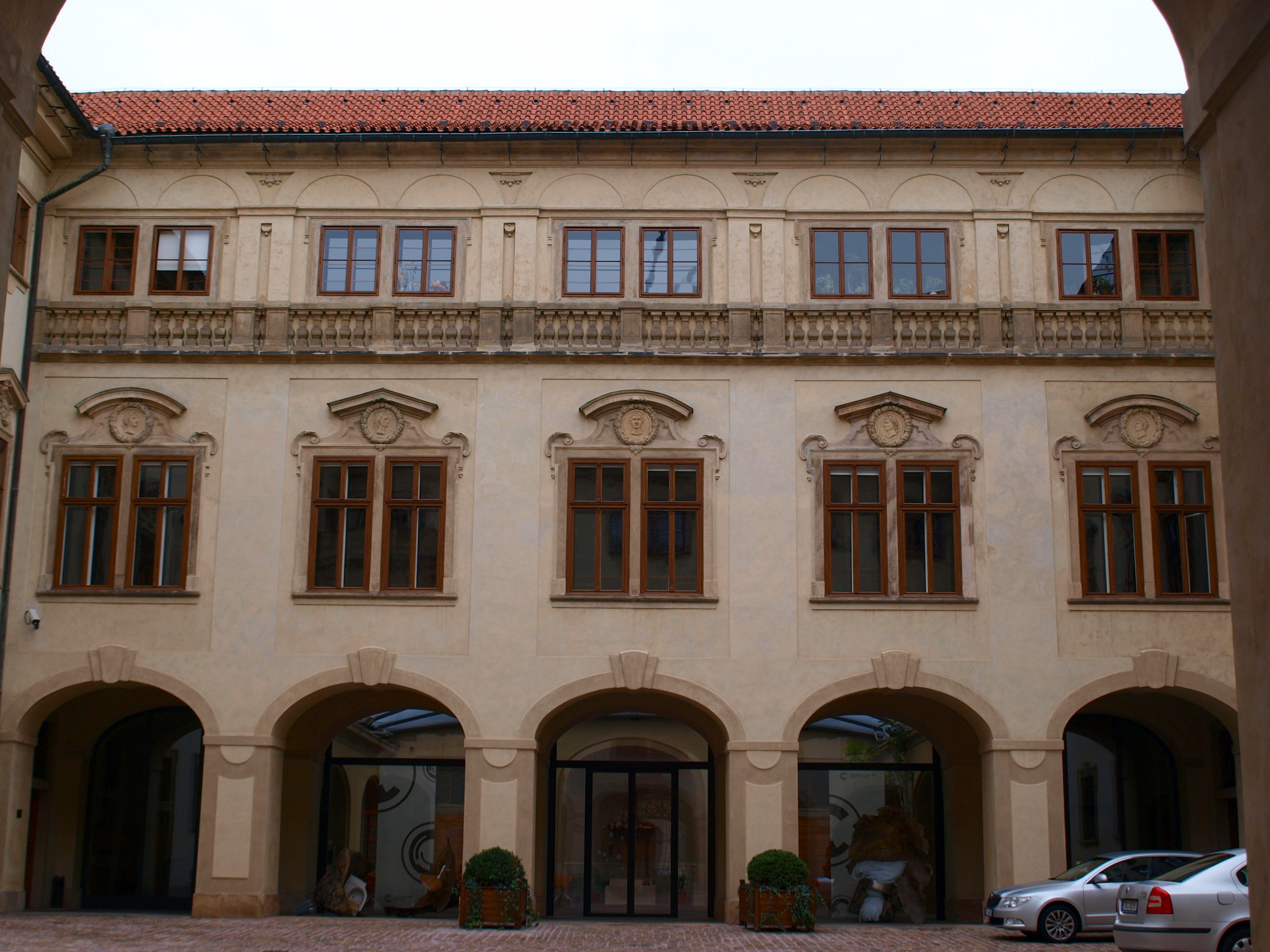
Nádvoří Nostického paláce

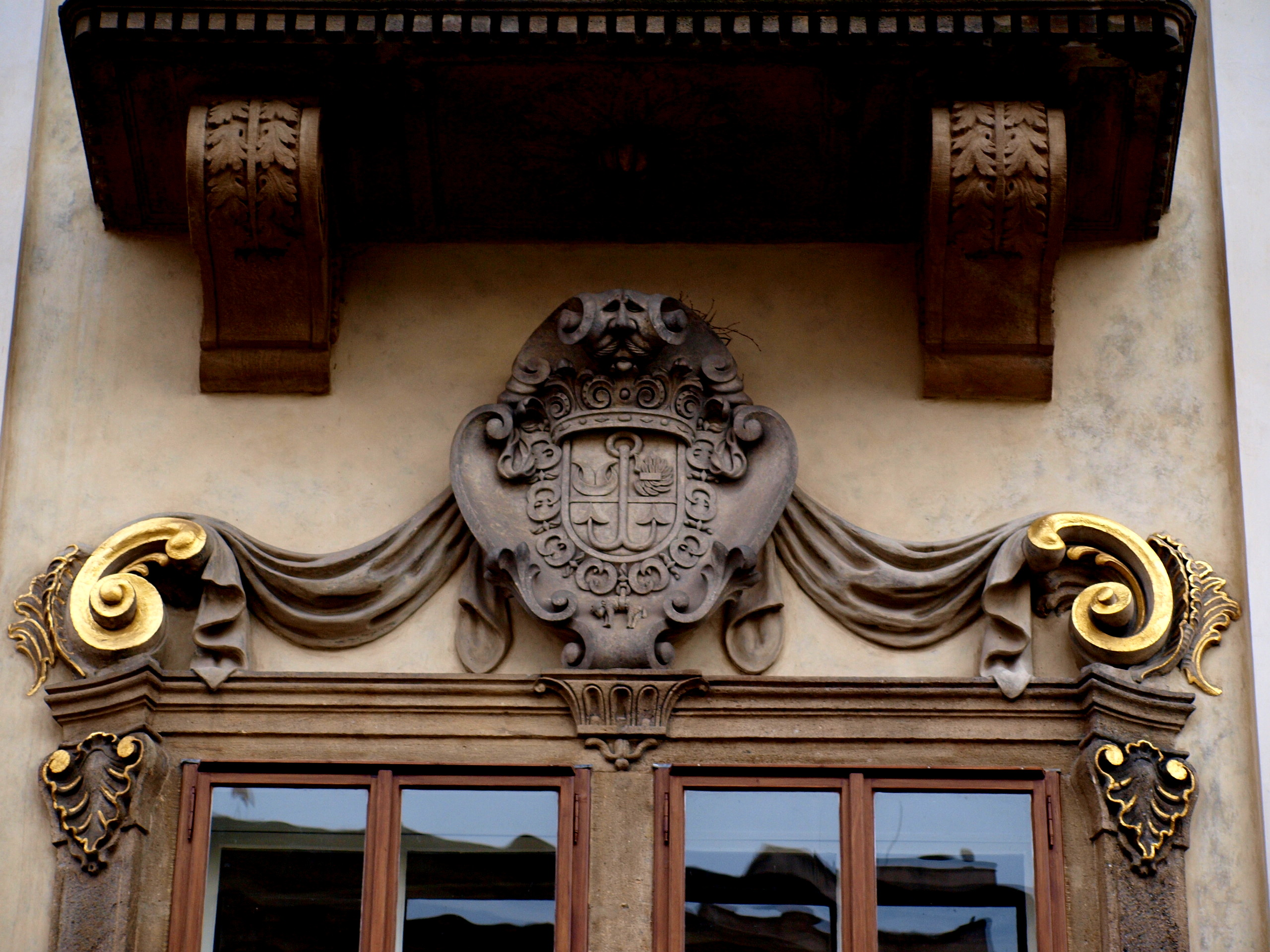
Erb Nosticů na průčelí paláce

Palác vznikl na místě dřívější Lazarovské zahrady a dvou zbořených domů U zelené růže a U zlatého medvěda. Dal ho mezi lety 1660 a 1676 postavit Jan Hartvík z Nostic, nejvyšší kancléř Království českého. Autorem projektu mohl být Francesco Caratti nebo Carlo Lurago.
Průčelí paláce bylo v dalších letech obohacováno; v roce 1720 vznikla atika se sochami čtyř imperátorů mezi vázami, které tesal pravděpodobně Michael Jan Brokoff (v roce 1887 byly nahrazeny kopiemi od Jindřicha Václava Čapka). Pozdně barokní úprava paláce proběhla kolem roku 1760 a zřejmě ji objednal hrabě František Václav z Nostic. Podle svého projektu ji provedl Antonín Haffenecker. Haffenecker k budově přistavěl hlavní rokokový portál a dále roku 1765 založil zahradu a jízdárnu.
Freskovou výzdobu stropů obstaral Václav Bernard Ambrosi. Strop hlavního sálu vymaloval scénou s bohem Héliem uprostřed. Klasicistní úpravy průčelí a suprafenestry ve dvorním křídle (s reliéfními bustami římských imperátorů ve vavřínových věncích) jsou z konce 18. století.
V roce 1908 byl palác elektrifikován. V roce 1918 získalo část paláce do nájmu československé ministerstvo školství a kultury, a další  část nizozemské velvyslanectví, které užívalo část objektu až do roku 1996. Nosticové větší část objektu vlastnili a užívali až do roku 1945, kdy jim jako říšským Němcům byl palác zkonfiskován státem podle Benešových dekretů.
V letech 1998–2002 proběhla generální rekonstrukce. Podle projektu ateliéru architekta Pavla Kupky ji pro potřeby hlavního sídla ministerstva kultury prováděl Metrostav. Nově byla zasklena arkáda s kašnou ve dvoře. Do interiérů byla tehdy instalována díla současného umění, na chodbě a v atriu jsou dvě v kovu provedené plastiky koní od Karla Nepraše a socha dívky od Olbrama Zoubka.
Budova měla dvě konírny s valenou klenbou a řadou kamenných žlabů na podélné stěně. Menší konírna v severním vstupním křídle budovy byla v letech 1998–2002 adaptována na buffet, větší konírna s fragmenty dekorativní malby je užívána příležitostně.

## Popis

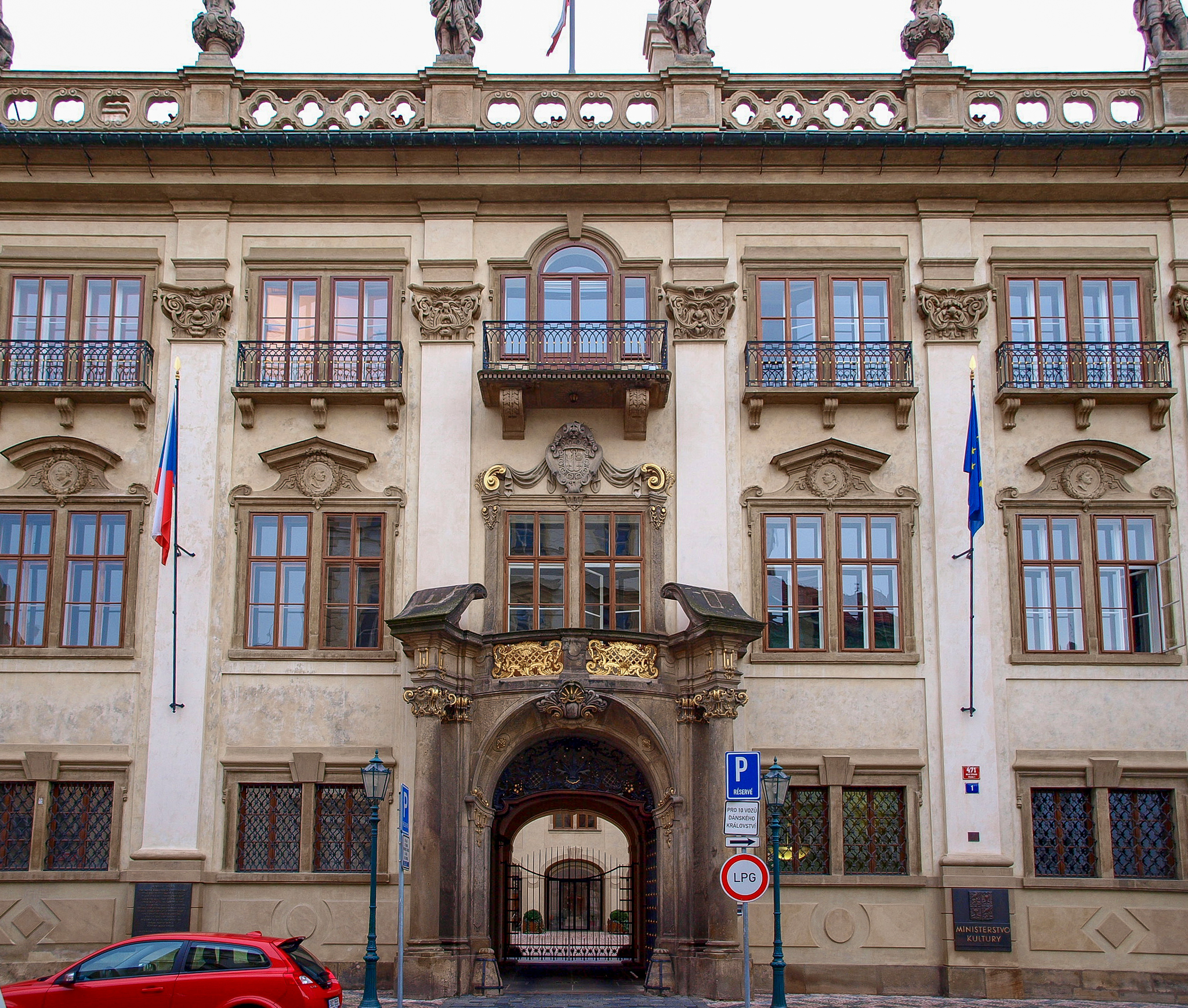
Detail vstupní části paláce

Palác je monumentální solitérní stavba se dvěma dvory. Hlavní průčelí je obráceno do Maltézského náměstí. Je jedenáctiosé; ve střední ose je pozdně barokní portál, nad ním je balkon s bohatě zdobeným zábradlím. Na fasádě jsou kombinovány raně a pozdně barokní prvky. Korunní římsa je výrazně profilovaná, nad sedmi středními osami je prolamovaná atika s pilířky osazenými sochami imperátorů a ozdobnými vázami. V přízemních oknech je dochováno 22 původních barokních zvlněných mříží.
Středním dvorním křídlem probíhala původně ve 2. poschodí otevřená arkáda, střídavě oddělená jednoduchými a zdvojenými pilastry a chráněná dochovanou kamennou balustrádou.
Pozoruhodné jsou některé dochované prvky interiérů, např. barokní parkety hvězdicového vzoru, barokní ostění dveří s původními dveřmi, kachlová kamna nebo štuky. Ke známým palácovým prostorám patří vedle galerie a knihovny také kaple Nanebevzetí Panny Marie či pracovna ministra.

## Umělecké sbírky

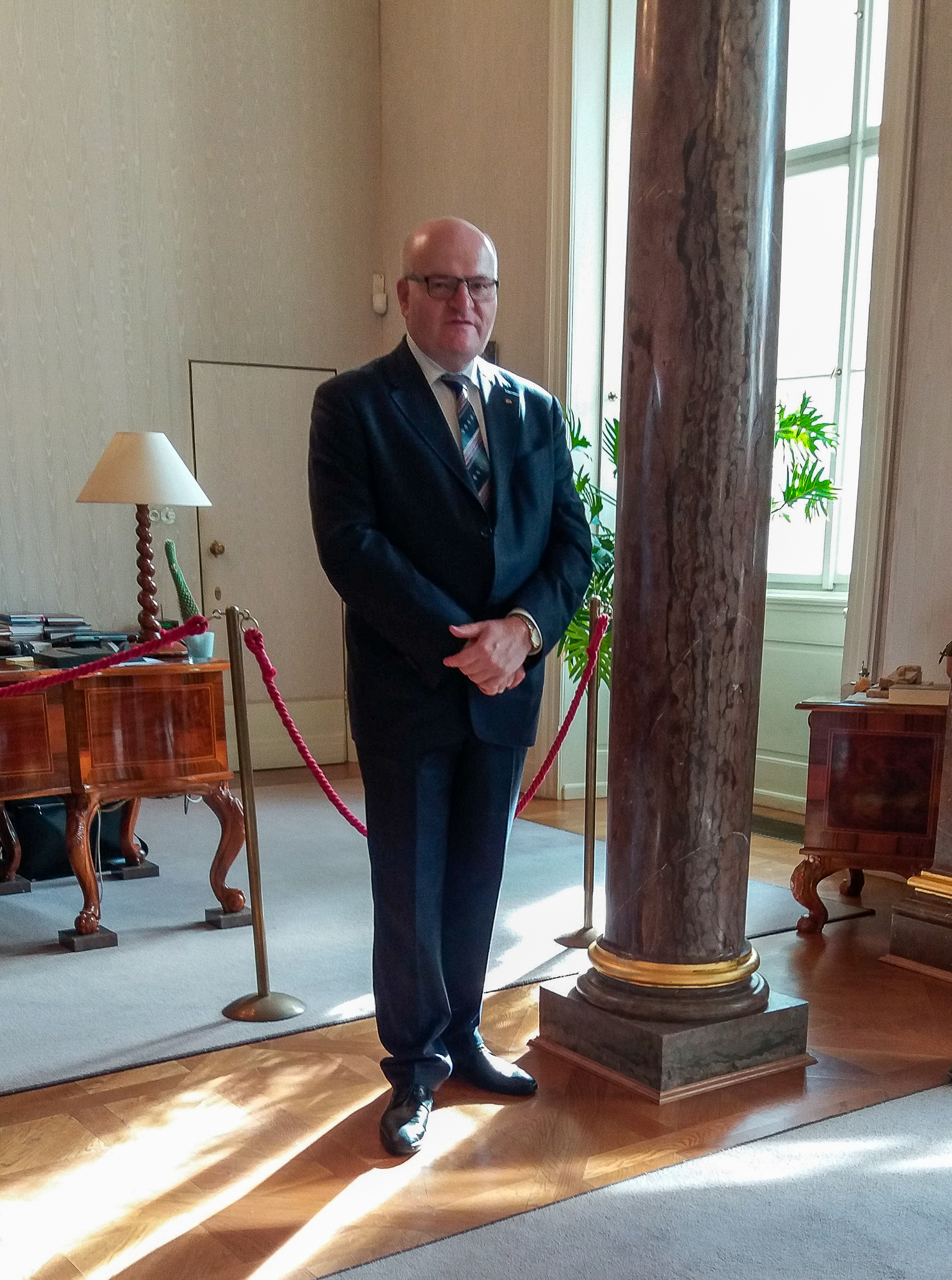
Někdejší ministr kultury Daniel Herman ve své pracovně v paláci

V paláci se nacházela zprvu jen část uměleckých sbírek Nosticů, které byly za Otty Nostice od roku 1628 shromážděny na zámku v Jindřichovicích a na zámku v Sokolově. První díla získal z Pražského hradu z rudolfinských sbírek (například hodiny v knihovně).
- Obrazárna byla jádrem sbírek. Roku 1706 se rozšířila o dědictví sbírky obrazů po Janu Františkovi Berkovi z Dubé. Po konfiskaci v roce 1945 byla z větší části převzata do Národní galerie v Praze. Podle inventáře obrazárny, pořízeného po předčasné smrti Jana Bedřicha Nostice v roce 1819, do ní patřilo 321 obrazů a větší počet grafických listů. K jejím nejvýznamnějším obrazům patří nizozemská a vlámská barokní malba, asi nejvzácnější je Rembrandtův Učenec v pracovně, Triumf Caesarův připisovaný Petru Pavlu Rubensovi, dále malby Anthonise van Dycka, Maartena van Heemskercka, Carla Maratty, Abrahama a Jana Breueghelových, nebo dvě díla od Karla Škréty.[4] Obrazy jsou vesměs vystaveny v expozicích Národní galerie.
- Galerie byla dříve a je i nyní v příčné chodbě 1. patra paláce, kde je vystaveno kolem 40 obrazů, převážně originálů olejomaleb nizozemských nebo italských mistrů 17.–18. století (Venuše s amorem, Portrét neznámého flétnisty od Dircka van Baburen,[5] protějšková plátna s dobytkem na pastvě, krajinomalby a jiné).
- Kabinet umění byl samostatný prostor pro sbírky numismatickou a uměleckořemeslnou, zprvu byly součástí knihovny, od roku 1765 samostatné. Do této sbírky patřila drobná plastika antická a renesanční, nádobí ze skla, slonoviny a kamene, keramika a další předměty. Po roce 1945 byly převedeny většinou do Uměleckoprůmyslového muzea v Praze nebo do Národního muzea.

## Nostická knihovna
Knihovna je v paláci řešena jako sál o dvou spojených prostorách, procházející dvěma patry jižního křídla, a osvětlený oknem z chodby galerie. Kolem horního patra knihovny vede ochoz se železným zábradlím, přístup je kromě vchodu a točitého schodiště z přízemí zajištěn také tajnými dveřmi ve stěně. Na stropě v kruhovém poli vymaloval Václav Bernard Ambrosi alegorickou scénu Zrození věd. Zdejší knihovnu pořádali a profesně ji využívali osvícenec František Martin Pelcl a pražský místopisec Jaroslav Schaller, kteří byli vychovateli Nosticových dětí, a také Josef Dobrovský, jemuž dal Nostic postavit na Kampě dům. Nostická knihovna v současnosti čítá 14 tisíc svazků včetně prvotisků a vzácných tisků, spravuje ji Národní muzeum.
Knihovna je pro objednané skupiny přístupná veřejnosti, připravuje se také dlouhodobé zpřístupnění suterénních prostor, které slouží občasným krátkodobým výstavám.